# 大宋少年志2
《大宋少年志2》，是电视剧《大宋少年志》的续作。由张新成、周雨彤、王佑硕、苏晓彤、郑伟、付伟伦领衔主演。该剧于2022年9月在横店影视城开机，同年12月杀青。於2023年7月29日芒果TV首播。台灣OTT由LiTV 線上影視、LINE TV於2023年7月29日起，同步更新上架。
对比首部《大宋少年志》，本剧主创人员的调整包括导演伊峥不再执导、韦原饰演者由禾浩辰换成付伟伦。

## 播放時間及平台
| 頻道                   | 所在地   | 播出日期      | 播出時間                | 備註 |
| LiTV 線上影視、LINE TV | 臺灣     | 2023年7月29日 |                         |      |
| 芒果TV                 | 中国大陆 | 2023年7月29日 | 星期六至星期一20:00更新 |      |
| 湖南衛視金鷹獨播劇場   | 中国大陆 | 2023年8月7日  |                         |      |

## 演員表
| 演員   | 配音 | 角色                | 介紹 |
| 张新成 | 原音 | 元仲辛              | 趙簡的未婚夫 大宋最英明神武的男人，元家庶子，原為太學的下等外舍生，他精通各種江湖把戲、騙術設局以及妙手空空，是小隊伍的領袖，在秘閣中收穫了友誼和愛情 因元天關背叛大宋被樞密院抓入地牢，在地牢與趙簡訂親 |
| 周雨彤 | 原音 | 赵简                | 元仲辛的未婚妻 趙王爺之女 在地牢與元仲辛訂親 七齋最肩負重任的人，機敏聰慧，從小備受寵愛，是一個叛逆特立獨行的女孩，敢愛敢衝，通過本身的努力成為了秘閣的人。 |
| 王佑硕 | 原音 | 王宽                | 王寬是王家嫡子，被譽為麒麟子的儒雅少年，個性正直，對人誠懇，並從不說謊。他既有學問，又擅長針線活，記憶力出眾，且能熟練地模仿筆跡。他與趙簡原有娃娃親，但後來將生辰帖退還，並將元仲辛視如親兄弟，感情深厚。與裴景有著深厚的情感連結，即使面對絕境，他也會毫不猶豫地站在前方保護她。 在一次刺殺元昊的行動中不幸被砍掉了一個手臂 |
| 苏晓彤 |      | 裴景                | 渤海遺民，被父母賣給老陸掌院，在與北河星的三年之約前往有疫病之處努力學習醫術，日日睡在棺材裡。 |
| 郑伟   | 原音 | 薛映                | 軍戶子弟，七齋裡武功最高，但沒讀過書不識字。與梁埋香有深厚的緣分。 |
| 付伟伦 |      | 韋原 (韋衙內)       | 韋卓然之子，商業頭腦非常好。 |
| 遲嘉   |      | 陸南山              | 陸關年之子，被秘閣成員稱為小陸掌院，在被押回大宋的路途中，於馬車內被裴玄刺殺而死。 |
| 隋詠良 |      | 梁竹                | 禁軍統領、曾擔任秘閣的武術教練。 |
| 胡嘉欣 |      | 梁埋香              | 宥州军之少督統軍。父親死後，因著薛映的幫助奪得宥州督統軍之職。 |
| 閆肅   |      | 寧令哥              | 元昊之子，西夏太子。 |
| 海一天 |      | 元昊                | 西夏之君，武功極高，殘暴。 |
| 林家川 |      | 斗笠客 （死鬼大叔） | 司危星，是北河星的摯友。 |
| 翁虹   |      | 野利皇后            | 寧令哥的生母，之後被元昊廢后。 |
| 王可   |      | 楚裊                | 八齋一員，喜歡韋原，後期一隻眼睛瞎掉，曾和韋原一起幻想回到大宋之後的日子，下一秒便被元昊用戟插死。 |
| 余承恩 |      | 文無期              | 八齋副齋長，在西夏創造守羊神神蹟，為了不讓楚裊遺體長時間被元昊吊起來暴屍，獨自前往放火，最後被元昊一箭打入火海而死，引來鶴群投火的奇觀，達到封神的最後一部“毀神”。 |
| 黄曦彦 |      | 花辭樹／野利郎烈    | 八齋副齋長，與文無期互看不順眼，時時拌嘴吵架。以野利郎烈身分臥底於野利皇后身邊當護衛，最後獨自勇擋元昊援兵而戰死。 |
| 馬大明 |      | 尉遲源              | 因被元天關救，便一直跟隨他，甚至可以為了元先生付出性命。極度信奉各路神仙，尤其是小景假扮的龍神。 |
| 趙濱   |      | 元天關              | 元仲辛之父，武功極高。 |

## 電視原聲帶
| 大宋少年志 影视原声带 | 大宋少年志 影视原声带 | 大宋少年志 影视原声带 | 大宋少年志 影视原声带 | 大宋少年志 影视原声带 | 大宋少年志 影视原声带 |
| 曲序                  | 曲目                  |                       | 作曲                  | 编曲                  | 演唱                  |
| --------------------- | --------------------- | --------------------- | --------------------- | --------------------- | --------------------- |
| 1.                    | 少年志（主題曲）      | 苑亿、吉阳            | Evening Scandal       | Evening Scandal       | VOGUE 5               |
| 2.                    | 借一束光（片尾曲）    | 樊帆                  | 胡臻                  | 胡臻                  | 圈9                   |
| 3.                    | 夢想的模樣（插曲）    | 苑亿                  | 胡臻                  | 胡臻                  | 张新成                |

## 獎項
| 年份 | 頒獎典禮               | 獎項         | 入圍者          | 结果 |
| ---- | ---------------------- | ------------ | --------------- | ---- |
| 2024 | 2024首都電視節目春推會 | 年度優秀劇集 | 《大宋少年志2》 | 獲獎 |